# Svartsjön (Årsunda socken, Gästrikland)
Svartsjön är en sjö i Sandvikens kommun i Gästrikland och ingår i Gavleåns huvudavrinningsområde. Sjön har en area på 0,0383 kvadratkilometer och ligger 72 meter över havet. Svartsjön ligger i Lomsmuren Natura 2000-område.

## Delavrinningsområde
Svartsjön ingår i det delavrinningsområde (671080-156052) som SMHI kallar för Mynnar i Lomsjön. Medelhöjden är 78 meter över havet och ytan är 4,52 kvadratkilometer. Det finns inga avrinningsområden uppströms utan avrinningsområdet är högsta punkten. Vattendraget som avvattnar avrinningsområdet har biflödesordning 3, vilket innebär att vattnet flödar genom totalt 3 vattendrag innan det når havet efter 30 kilometer. Avrinningsområdet består mestadels av skog (57 procent) och sankmarker (42 procent). Avrinningsområdet har 0,04 kvadratkilometer vattenytor vilket ger det en sjöprocent på 0,8 procent.